# アルベルト・ジョアン・ジャルディン
アルベルト・ジョアン・カルドーゾ・ゴンサルヴェス・ジャルディン（ポルトガル語: Alberto João Cardoso Gonçalves Jardim、1943年2月4日 - ）は、ポルトガル領マデイラ自治地域の政治家。1978年から2015年まで自治政府主席（第2代）を務めた。

## 経歴
コインブラ大学法学部を卒業後ポルトガル各地で教鞭を取り、また1974年4月25日に起こったカーネーション革命後は人民民主党（現在の社会民主党）の創設に携わったが、自治政府主席としてはたびたびポルトガル本土を挑発する発言を行い、ポルトガル政治の中で最も賛否が分かれる政治家の一人である。妻との間に1男2女あり。